# Horní Těšice
Horní Těšice (deutsch Ober Tieschitz) ist eine Gemeinde in Tschechien. Sie liegt vier Kilometer nordöstlich von Kelč und gehört zum Okres Přerov.

## Geographie
Horní Těšice befindet sich linksseitig über Tal des Baches Nihlovský potok in der Kelečská pahorkatina (Keltscher Hügelland). Nordöstlich erhebt sich der Strážisko (335 m) und im Südosten die Strážné (399 m). Gegen Norden erstreckt sich das Waldgebiet Nihlovský les.
Nachbarorte sind Černotín im Norden, Skalička im Nordosten, Dolní Těšice im Osten, Komárovice und Kelč im Südosten, Lhota, Babice und Rouské im Süden, Všechovice im Südwesten, Malhotice, Váňův Mlýn und Opatovice im Westen sowie Nové Sady und Ústí im Nordwesten.

## Geschichte
Nachdem der Olmützer Bischof Heinrich Zdik von Herzog Otto II. große Teile Ostmährens, darunter auch den Gau Kelč, erworben hatte, ließ er diese Gebiete durch böhmische Siedler kolonisieren. Im Jahre 1131 wurden die neu angelegten Dörfer Cesici und Čechovice erstmals erwähnt. Bischof Theoderich von Neuhaus belehnte 1302 den Ritter Ondřej von Čechovice mit dem bereits wieder seit längerer Zeit wüst liegenden Dorf Češice. Im Jahre 1371 wurde der Ort als Tyeschicz bezeichnet. Unklar ist, ob damit Horní oder Dolní Těšice gemeint ist. Die früheste eindeutige Ortsbezeichnung erfolgte 1380 als Minus Tyeschicze. 1389 wurde Parvo Tyesschicze zu einem eigenständigen bischöflichen Lehn. Ab 1517 wurde der Ort Malé Těšice und ab 1530 Horní Těšice genannt. Zu den bischöflichen Lehnsmannen, die zumeist auch mit Dolní Těšice belehnt waren, gehörten u. a. Angehörige der Geschlechter von Kunstadt und von Zierotin. Während des Dreißigjährigen Krieges wurde das Lehn eingezogen und Teil der bischöflichen Herrschaft Kelč. Ab 1676 wurde der Ort Ober Tieschitz genannt. Bis zur Mitte des 19. Jahrhunderts blieb Horno-Těšice immer nach Kelč untertänig, wohin es auch gepfarrt war. Im Volksmund wurde das Dorf in dieser Zeit als Vrchní Těšice bzw. Těšičky bezeichnet.
Nach der Aufhebung der Patrimonialherrschaften bildete Horní Těšice/Ober Tieschitz mit dem Ortsteil Dolní Těšice ab 1850 eine Gemeinde in der Bezirkshauptmannschaft Holleschau. 1855 wurde die Gemeinde dem Bezirk Mährisch Weißkirchen zugeordnet. Seit 1879 bildete Dolní Těšice eine eigene Gemeinde. Nach der Aufhebung des Okres Hranice wurde Horní Těšice 1960 dem Okres Přerov zugeordnet. 1964 erfolgte der Zusammenschluss mit Dolní Těšice zu einer Gemeinde Těšice. Diese wurde 1976 zunächst dem Örtlichen Nationalausschuss Skalička angeschlossen und seit 1983 gänzlich nach Skalička eingemeindet. Seit dem 24. November 1990 bildet Horní Těšice wieder eine eigene Gemeinde.

## Wappen
Horní Těšice führt seit dem 8. Oktober 2001 ein Wappen und Banner. Die silbernen Kegel sind dem Wappen des Bistums Olmütz entlehnt, die goldene Krone symbolisiert die Ortspatronin Jungfrau Maria und die drei schwarzen Balken das Wappen der Herren von Kunstadt.

## Gemeindegliederung
Für die Gemeinde Horní Těšice sind keine Ortsteile ausgewiesen.

## Sehenswürdigkeiten
- Kapelle der Jungfrau Maria, erbaut 1875
- Steinernes Kreuz
- Naturreservat Těšice, Sumpfwiese im Grund des Baches Nihlovský potok, östlich des Dorfes